# Litoria aplini
Litoria aplini — вид жаб родини Pelodryadidae. Описаний у 2020 році.

## Етимологія
Вид названо на честь австралійського герпетолога Кена Апліна.

## Поширення
Вид поширений в низинних болотистих тропічних лісах Папуа Нової Гвінеї. Трапляється на північних схилах Центральної Кордильєри на висоті 940 м над рівнем моря.

## Опис
Довжина тіла самця 31,9–35,1 мм.